# Выруский район
Вы́руский райо́н — административно-территориальная единица в составе Эстонской ССР, существовавшая в 1950—1991 годах. Центр — Выру. Население по переписи 1959 года составляло 48,6 тыс. чел. Площадь района в 1955 году составляла 872,0 км².

## История
Выруский район был образован в 1950 году, когда уездное деление в Эстонской ССР было заменено районным. В 1952 году район был включён в состав Тартуской области, но уже в апреле 1953 года в результате упразднения областей в Эстонской ССР район был возвращён в республиканское подчинение.
В 1991 году Выруский район был преобразован в уезд Вырумаа.

## Административное деление
В 1955 году район включал 1 город (Выру) и 8 сельсоветов: Вийтинаский, Вяймелаский (центр — Выру), Касаритсаский (центр — Вана-Касаритса), Ласваский, Нурсиский, Рыугеский, Сымерпалуский (центр — Осула), Хааньяский.